# Ovadas
Ovadas é uma povoação portuguesa do Município de Resende que foi sede da extinta Freguesia de Ovadas, freguesia que tinha 10,19 km² de área e 277 habitantes (2011), e, por isso, uma densidade populacional de 27,2 hab/km².
A Freguesia de Ovadas foi extinta (agregada) pela última Reorganização administrativa do território das freguesias, de acordo com a Lei nº 11-A/2013 de 28 de Janeiro, tendo o seu território sido agregado ao da Freguesia de Panchorra para constituir a União de Freguesias de Ovadas e Panchorra com sede em Ovadas.

## População
| População da freguesia de Ovadas | População da freguesia de Ovadas | População da freguesia de Ovadas | População da freguesia de Ovadas | População da freguesia de Ovadas | População da freguesia de Ovadas | População da freguesia de Ovadas | População da freguesia de Ovadas | População da freguesia de Ovadas | População da freguesia de Ovadas | População da freguesia de Ovadas | População da freguesia de Ovadas | População da freguesia de Ovadas | População da freguesia de Ovadas | População da freguesia de Ovadas |
| -------------------------------- | -------------------------------- | -------------------------------- | -------------------------------- | -------------------------------- | -------------------------------- | -------------------------------- | -------------------------------- | -------------------------------- | -------------------------------- | -------------------------------- | -------------------------------- | -------------------------------- | -------------------------------- | -------------------------------- |
| 1864                             | 1878                             | 1890                             | 1900                             | 1911                             | 1920                             | 1930                             | 1940                             | 1950                             | 1960                             | 1970                             | 1981                             | 1991                             | 2001                             | 2011                             |
| 1 086                            | 1 122                            | 1 030                            | 1 054                            | 1 170                            | 1 082                            | 1 065                            | 1 077                            | 1 028                            | 899                              | 759                              | 553                              | 428                              | 337                              | 277                              |

| Distribuição da População por Grupos Etários | Distribuição da População por Grupos Etários | Distribuição da População por Grupos Etários | Distribuição da População por Grupos Etários | Distribuição da População por Grupos Etários | Distribuição da População por Grupos Etários | Distribuição da População por Grupos Etários | Distribuição da População por Grupos Etários | Distribuição da População por Grupos Etários | Distribuição da População por Grupos Etários |
| -------------------------------------------- | -------------------------------------------- | -------------------------------------------- | -------------------------------------------- | -------------------------------------------- | -------------------------------------------- | -------------------------------------------- | -------------------------------------------- | -------------------------------------------- | -------------------------------------------- |
| Ano                                          | 0-14 Anos                                    | 15-24 Anos                                   | 25-64 Anos                                   | > 65 Anos                                    |                                              | 0-14 Anos                                    | 15-24 Anos                                   | 25-64 Anos                                   | > 65 Anos                                    |
| 2001                                         | 47                                           | 42                                           | 120                                          | 128                                          |                                              | 13,9%                                        | 12,5%                                        | 35,6%                                        | 38,0%                                        |
| 2011                                         | 32                                           | 33                                           | 120                                          | 92                                           |                                              | 11,6%                                        | 11,9%                                        | 43,3%                                        | 33,2%                                        |

Média do País no censo de 2001:  0/14 Anos-16,0%; 15/24 Anos-14,3%; 25/64 Anos-53,4%; 65 e mais Anos-16,4%
Média do País no censo de 2011:   0/14 Anos-14,9%; 15/24 Anos-10,9%; 25/64 Anos-55,2%; 65 e mais Anos-19,0%

## Património
- Igreja de Ovadas;
- Ermida de Nossa Senhora dos Remédios;
- Capela de São José;
- Capela de Santo António;
- Capela de São Pedro;
- Ermida de Nossa Senhora da Guia;
- Ponte de Ovadas